# أنتوني كليلاند ويلش
أنطوني كليلاند ويلش (بالإنجليزية: Anthony Cleland Welch)‏ (ولد في سبتمبر 1945 في هاميلتون، نيوزيلندا) جندي سابق ومقره المملكة المتحدة ومسؤول في الأمم المتحدة وسياسي وأكاديمي ساهم في النقاش حول إصلاح قطاع الأمن والتنمية بعد الصراع والتجدد. يلتزم ويلش بالرأي القائل بأنه لا يكفي مجرد إصلاح القوات المسلحة والشرطة وقطاع العدالة. إذا كان لإصلاح القطاع الأمني أن يكون فعالا من أجل تحقيق السلام والتنمية المستدامين مع أن التفاعل بين قطاع الأمن والإصلاح السياسي والاقتصادي والتجديد أمر هام فإنه لا يمكن أن يقتصر على مسائل السيطرة المدنية على القوات المسلحة. لا بد من بذل المزيد من الجهود لإدخال الأمن وحقوق الإنسان والحكم الرشيد إلى حالة ما بعد الصراع. لا بد من اتخاذ قرار بشأن المدى الذي ينبغي أن تشمله عملية الإصلاح نفسها في المجالات التي لا تتناول علاقة حكومة مدنية بوكالات الإنفاذ التابعة لها. هناك نهج أوسع وأكثر شمولية لإصلاح القطاع الأمني من شأنه أن يستخدم فهما واسعا للأمن وسيواجه قرارات بشأن مجالات الحوكمة والاحتياجات الاجتماعية الأوسع للسكان ينبغي أن تقع ضمن مدارها. في عام 2006 قاد عملية استعراض قطاع الأمن الداخلي في كوسوفو التي أنشأت الأسس لإنشاء قطاع أمني يديره مدنيون يقوده مدنيون في جمهورية كوسوفو المستقلة من جانب واحد. اتخذت الجمعية خطوة غير اعتيادية تتمثل في مطالبة سكان كوسوفو بإبداء رأيهم حول ما جعلهم يشعرون بعدم الأمان ودعا منظمة التعاون الاقتصادي والتنمية في الميدان الاقتصادي«... أحد أكثر الجهود طموحا وشمولية في كوسوفو في السنوات الأخيرة سواء من حيث النطاق والمنهجية». تأثرت التوصيات التي قدمها مكتب الأمم المتحدة بشأن حل فيلق حماية كوسوفو وتشكيل قوة أمن كوسوفو بوزارة الأمن والتعاون في كوسوفو ومجلس أمن كوسوفو بالعمل الذي اضطلعت به الرابطة.

## النشأة
ويلش هو الابن الوحيد لبراين ديزموند جوزيف ويلش الذي كان عضوا في سلاح الجو الملكي النيوزيلندي في الحرب العالمية الثانية حيث شارك في القتال في أوروبا والمحيط الهادئ. كانت بتينا ويلش وهي ممثلة تلفزيونية مقرها في أستراليا عمته. تلقى تعليمه في مدرسة ماريست براذرز في هاميلتون بنيوزيلندا وفي كلية بريور بارك في باث وكلية سانت جون في بورتسموث في المملكة المتحدة. حصل على درجة الدكتوراة في الفلسفة ودرجة الماجستير في الآداب والعلوم في جامعة بورتسموث. كان أول عمل له مع تلفزيون ريديفسيون في هونغ كونغ في وظيفة مساعد المدير التجاري. في وقت لاحق انتقل ليصبح مدير المبيعات التقنية لبث ريديفسيون في سنغافورة وماليزيا.

## المسيرة العسكرية
في عام 1969 عين ويلش في سلاح الجيش الملكي للذخائر. تطوع للانضمام إلى المغاوير وبعد اجتياز جميع تدرلايبات المغاوير في مركز تدريب المغاوير في القوات البحرية الملكية انضم إلى فوج مغاوير القوات الملكية البحرية المشكل حديثا. كما اجتاز جميع الدورات التدريبية للمظلات البريطانية والألمانية. عمل مع الفوج لمدة عشر سنوات بقيادة سرب الذخائر والفوج في 1985/6. شملت التعيينات العسكرية الأخرى اللواء المدرع السابع (1976/8) وموظف عام هيئة الإمداد في لندن (1983) وقائد الكتيبة اللوجستية لجزر فوكلاند (1984). درس في كلية موظفي الجيش البريطاني في كامبرلي وكان طالبا في الدورة الثانية القيادة العليا والموظفين. درس في كليات موظفي سلاح الجو الملكي البريطاني في 1987-88. في عام 1988 عين نائبا لرئيس أركان الفرقة المدرعة الثالثة (المملكة المتحدة) وبعد أن عمل مع موظفي القائد العسكري البريطاني الفريق الأول السير بيتر دي لا بيلير نائبا لرئيس الأركان خلال حرب الخليج الثانية أصبح قائد مستودع الذخائر المركزية في دونينغتون وقائد حامية دونينغتون. شارك في القتال في ايرلندا الشمالية وحرب الفوكلاند وحرب الخليج الثانية. تقاعد مبكرا برتبة عميد في عام 1993.

## الأعمال الأخيرة
بعد أن ترك الجيش البريطاني انضم ويلش إلى الأمم المتحدة في زغرب عاصمة كرواتيا. عين رئيسا للسياسة المشتركة والتخطيط والتنسيق لقوة الأمم المتحدة للحماية في البوسنة والهرسك وكرواتيا. أصبح فيما بعد مساعدا للممثل الخاص للأمين العام للأمم المتحدة ليوغوسلافيا السابقة ثورفالد ستولتنبرغ وياسوشي أكاشي. ثم أمضى سنة كمدير عام لشركة ألماكيس بروجيكتس ليميتد وهي شركة مقرها المملكة المتحدة تتعامل مع تجديد الوضع في مرحلة ما بعد الصراع والانتقالية قبل أن ينضم إلى بعثة الرصد التابعة للاتحاد الأوروبي في البلقان حيث كان رئيسا للمكاتب الإقليمية لألبانيا وصربيا والجبل الأسود. في الفترة من 1997 إلى 1998 كان منسق لبعثات مراقبة الانتخابات التابعة لمنظمة الأمن والتعاون في أوروبا في جميع أنحاء منطقة البلقان الذي شمل الانتخابات في ألبانيا وبلغاريا وكرواتيا والجبل الأسود ورومانيا وصربيا. ثم انضم إلى وزارة التنمية الدولية في المملكة المتحدة كمستشار للصراع والأمن في إدارة النزاعات والشؤون الإنسانية وعمل في جنوب أفريقيا وسيراليون وإثيوبيا وجزر سليمان وفي جميع أنحاء البلقان. في عام 1999 افتتح أول مكتب تابع لوزارة التنمية الدولية في كوسوفو بعد انتهاء النزاع. في عام 2001 عينه الأمين العام للأمم المتحدة برنار كوشنار في بعثة الأمم المتحدة للإدارة المؤقتة في كوسوفو في ميتروفيتسا. في عام 2004 ترشح في انتخابات البرلمان الأوروبي بوصفه من الديمقراطيون الليبراليون في المنطقة الجنوبية الغربية للمملكة المتحدة وجبل طارق. على الرغم من أن الثاني على قائمة الحزب لم ينجح في الحصول على مقعد. لكنه خدم لمدة خمس سنوات كمستشار لمنطقة هافانت بورو في هامبشاير. في عام 2006 قاد ولش استعراض برنامج الأمم المتحدة الإنمائي للأمن الداخلي في كوسوفو الذي تم تنفيذه بالتوازي مع مفاوضات الوضع النهائي للمفوضية في فيينا بقيادة مارتي أهتيسآري. كان زميلا بارزا في مركز إدارة قطاع الأمن في جامعة كرانفايلد ودرس الدراسات العليا في أكاديمية شريفنهام للدفاع في المملكة المتحدة وقد كتب عددا من المقالات عن إصلاح قطاع الأمن والتنمية بعد انتهاء الصراع والتجديد. شغل منصب حاكم كلية ساوث داونز بين عامي 2002 و2012 وعمل مستشارا استراتيجيا لمجموعة سوبروسا ووكيلا لمركز دراسات جنوب شرق أوروبا (مركز دراسات الأمن في البحر الأسود) وصندوق صوفيا وفنكورب المؤسسي للأسهم الخاصة في جنيف. هو زميل أول في أكاديمية فولك برنادوت بالسويد وهو زميل أقدم في مركز إدارة الأمن في كندا وعضو في فريق خبراء الأمن والصراع والتنمية الدولية وجامعة ليستر وعضو في مجلس الخبراء مجموعة السياسات 1325 بالسويد. هو زميل في معهد المديرين وزميل المعهد البريطاني للإدارة. في عام 2010 أصبح مستشارا للورد تشيدجي ديفيد تشيدجي، بارون تشيدجي المتحدث باسم الحزب الليبرالي الديمقراطي في مجلس اللوردات حول المساعدات الدولية والتنمية والسياسة الخارجية البريطانية لأفريقيا. في عام 2012 سار مسافة 500 ميل (804 كيلومتر) من كامينو دي سانتياغو دي كومبوستيلا في جبال البرانس الفرنسية إلى ضريح سانت جيمس في إسبانيا. لا يزال ويلش نشطا في الشؤون الدولية ويساعد في صياغة إستراتيجية الأمن الوطني لحكومة كوسوفو ويعمل مستشارا للأمن والعدالة في الشرق الأوسط وشمال أفريقيا وأوكرانيا لوحدة تثبيت حكومة المملكة المتحدة.